# Państwowy Rezerwat Przyrody Zaqatala
Państwowy Rezerwat Przyrody Zaqatala – rezerwat przyrody w północno-zachodnim Azerbejdżanie. Znajduje się na terenach rejonu Balakən i rejonu Zaqatala, od północy granicząc z należącym do Rosji Dagestanem.
Założony w 1929, jest jednym z najstarszych rezerwatów przyrody w kraju. Leży na południowych zboczach Wielkiego Kaukazu na wysokości od 650 do 3646 m  n.p.m.. Płaszczyzna terytorium rezerwatu odzwierciedla aktywność lodowcową i innych form erozji. Głównym celem stworzenia i istnienia rezerwatu jest ochrona roślin podgórskich i naturalnych systemów stref alpejskich.
Flora rezerwatu liczy ponad 1000 gatunków. Ponad połowę terytorium rezerwatu porastają lasy liściaste: (buk, grab, dąb, klon, lipa, kasztanowiec, hurma i inne). Z rzadkich taksonów występuje tu cis pospolity. Wśród innych roślin występuje tu różanecznik, borówka kaukaska (Vaccinium arctostaphylos), nerecznica (Dryopteris) czy laurowiśnia wschodnia (Prunus laurocerasus).
Bardzo bogata jest fauna rezerwatu. Z ssaków występuje tu koziorożec wschodniokaukaski (Capra cylindricornis), niedźwiedź brunatny (Ursus arctos), ryś (Lynx lynx), lis rudy (Vulpes vulpes), sarna (Capreolus capreolus), jeleń szlachetny (Cervus elaphus), kozica kaukaska (Rupicapra rupicapra caucasica), łasica (Mustela nivalis), kuna leśna (Martes martes) i kuna domowa (Martes foina) oraz wiewórki, dzik (Sus scrofa), borsuk (Meles meles) i skoczkowate (Dipodidae). 
Z ptaków w rezerwacie występuje: ułar kaukaski (Tetraogallus caucasicus), krogulec mały (Accipiter badius), orzeł przedni (Aquila chrysaetos), ścierwnik (Neophron percnopterus) sowa uszata (Asio otus), pustułka zwyczajna (Falco tinnunculus), sępy płowy (Gyps fulvus), białogłowy (Trigonoceps occipitalis) i kasztanowaty (Aegypius monachus), orłosęp (Gypaetus barbatus), bielik zwyczajny (Haliaeetus albicilla) czy sokół wędrowny (Falco peregrinus).